# Agnieszka Duczmal
Agnieszka Duczmal   (Krotoszyn, 7 de gener de 1946) és una directora d'orquestra polonesa i fundadora de l'Orquestra Amadeus de Poznań, l'Orquestra de Cambra de la Ràdio Polonesa.
Es va graduar a l'Akademia Muzyczna im. Ignacego Jana Paderewskiego, estudiant direcció d'orquestra amb el professor Witold Krzemiński- Encara estudiant, va fundar una orquestra de cambra l'any 1968.
Durant els anys 1971-1972 va ser contractada com a assistent de direcció a la Filharmonia Poznańska. L'any 1977 l'orquestra de cambra creada i dirigida per ella va entrar a forma part de la Ràdio Polonesa, rebatejada l'any 1988 com a “Orquestra de Cambra Amadeus”.
Va ser la primera dona que va actuar com a directora d'orquestra al teatre de La Scala de Milà. L'Orquestra de Cambra Amadeus ha realitzat diverses gires, tant a Polònia com a l'estranger, acompanyada d'importants solistes, com poden ser Martha Argerich, Mischa Maisky o Henryk Szeryng. Ha realitzat nombrosos enregistraments, tant per a la Ràdio Polonesa, com per a discogràfiques reconegudes, com ara ASV Records, Wergo, ADDA, Canyon Classics, AMF, Europa Musica o Viena Modern Masters.